# Katlego Mashego
Katlego Evidence Mashego (Bushbuckridge, 1982. május 18. –) dél-afrikai válogatott labdarúgó.

## Pályafutása

### Klubcsapatokban
A Hellenic csapatánál kezdte karrierjét, majd 2004-ben a Platinum Stars csapatába igazolt. 2006 és 2009 között a SuperSport United csapatát erősítette. 2009 januárjában az Orlando Pirates klubja vásárolta meg, majd innen igazolt a Golden Arrowshoz. A 2012–13-as szezont a Moroka Swallows játékosaként töltötte és 13 góllal a bajnokság gólkirálya lett. 2013 augusztusában igazolt a Mamelodi Sundowns csapatához és az átigazolásba belevették, hogy Edward Manqele a Moroka csapatához került egy évre kölcsönbe. 2016-ban a Chippa United klubja igazolta le és a 2018-ban való visszavonulásáig a csapat játékosa volt.

### A válogatottban
Tagja volt a 2009-es konföderációs kupán résztvevő válogatott keretnek, amely a negyedik helyen fejezte be a tornát.

## Sikerei, díjai
- SuperSport United
  - Dél-afrikai bajnok: 2007-08, 2008-09
- Orlando Pirates
  - Dél-afrikai bajnok: 2010-11
  - Telkom Knockout kupa: 2010–11
  - MTN 8 kupa: 2010–11
- Moroka Swallows
  - MTN 8 kupa: 2012–13
- Mamelodi Sundowns
  - Dél-afrikai bajnok: 2013–14, 2015-16
  - Telkom Knockout kupa: 2014–15

### Egyéni
- Dél-afrikai bajnokság gólkirály: 2012–13